# اندیس املاح معدنی بهرینگ
املاح معدنی بهرینگ یک اندیس غیرفلزی است که در حوالی شهر زابل استان سیستان و بلوچستان قرار دارد و مادهٔ معدنی موجود در آن، نمک است.سنگ میزبان این اندیس تبخیریها است و دیرینگی آن به دوران کواترنر می‌رسد. 